# Astagram Upazila
Astagram Upazila är ett underdistrikt i Bangladesh. Det ligger i den centrala delen av landet, 100 kilometer nordost om huvudstaden Dhaka.
Runt Astagram Upazila är det tätbefolkat, med 849 invånare per kvadratkilometer.